# Abrostola pulverea
Abrostola pulverea är en fjärilsart som beskrevs av Claude Dufay 1958. Abrostola pulverea ingår i släktet Abrostola och familjen nattflyn. Inga underarter finns listade i Catalogue of Life.